# Stripfing
Stripfing ist eine Ortschaft und eine Katastralgemeinde der Marktgemeinde Weikendorf im Bezirk Gänserndorf in Niederösterreich. Die Ortschaft hat 351 Einwohner (Stand 1. Jänner 2024). Bis Ende 1970 war Stripfing eine eigenständige Gemeinde.

## Geografie
Das südlich des Weidenbachs gelegene Dorf wird von einem Ableger der Angerner Straße erschlossen. Zur Ortschaft gehört auch die Stripfinger Mühle ganz im Osten der Katastralgemeinde.

## Geschichte
Laut Adressbuch von Österreich waren im Jahr 1938 in der Ortsgemeinde Stripfing ein Bäcker, ein Gastwirt, drei Gemischtwarenhändler, eine Mühle, ein Schlosser, ein Schmied, zwei Schuster, zwei Tischler, ein Wagner und mehrere Landwirte ansässig.
Mit 1. Jänner 1971 wurde im Zuge der Niederösterreichischen Kommunalstrukturverbesserung die bis dahin selbständige Gemeinde Stipfing gemeinsam mit Dörfles und Tallesbrunn nach Weikendorf eingemeindet.